# MÁVAG-Typ 85
Als Typ 85 bezeichnete die Budapester Maschinenfabrik MÁVAG eine Baureihe schmalspuriger Tenderlokomotiven für Bosnische Spur (760 mm).

## Geschichte
Diese Schmalspurlokomotive war die Einheitslokomotive der Lokomotivfabrik MÁVAG für leichteren Oberbau von 4,4 t Achslast. Die Lokomotiven konnten auf ebener Strecke 170 t mit 20 km/h und in einer Steigung von 25 ‰ noch 55 t mit 10 km/h befördern. Dafür ist jeweils eine Leistung von ca. 26 bzw. 85 PS erforderlich. Angesichts dessen und der eher bescheidenen Rost- und Kesselabmessungen muss die Aussage „Bei Feuerung mit hochwertiger Kohle betrug ihre Leistung 220 PS“ sehr kritisch betrachtet werden. 130 bis 150 PS entsprechen eher der Realität und die JDŽ gab das für ihre Reihe 80 auch so an.
Die Angaben über die gefertigten Lokomotiven sind unterschiedlich. In Ungarische Lokomotiven und Triebwagen wird von acht Maschinen gesprochen, die auf dem Schmalspurnetz um Sibiu Dienst taten. Es gibt aber auch Listen mit 17 produzierten MAV 492.0 und 8 Stück 492.1.
Weiters gab es noch 21 Lokomotiven, die während des Ersten Weltkriegs an die k.u.k. Heeresbahn als Reihe IVa4 mit den Nummern 4000 bis 4021 geliefert wurden. Zu Abnahmezwecken bekamen die Lokomotiven 4007 bis 4021 die MAV-Nummern 492.951 bis 965 zugewiesen. Nur eine dieser Lokomotiven (4016) befand sich nach dem Krieg in Ungarn, die anderen verblieben in Italien, Rumänien und Jugoslawien. Die später unter anderem als JDŽ-Reihe 80 bezeichneten Lokomotiven glichen mit ihren technischen Daten dem MÁVAG-Typ 85, unterschiedlich waren unter anderem der Treibraddurchmesser (600 statt 650 mm) und die Rostfläche (0,66 statt 0,75 m²). Bei der JDŽ bekamen diese Lokomotiven die Nummern 80-001, 003–005 und 007–009.
Die ehemalige 492.962 befand sich nach dem Zweiten Weltkrieg schließlich auch bei der JDŽ und bekam dort die unpassende Nummer 81-008. Ebenfalls eine falsche Einordnung hatte die 490.957 (MÁVAG-Typ 70) bereits 1918 bekommen, indem sie die Nummer 80-006 zugewiesen bekam.
Vermutlich wurden auch Maschinen für private Waldbahnen gefertigt, die später zur MÁV gelangten. Belegt ist der Einsatz von zwei Lokomotiven bei den Oravská lesná železnica (OLŽ) als Reihe U 45.9.
Eine Lokomotive der MÁVAG-Werkstype 85 ist bei der Széchenyi-Museumsbahn erhalten geblieben.

## Technische Merkmale
Technisch entsprachen die Lokomotiven der MAVAG-Werkstype 70, nur mit verkleinertem Kessel und Antriebsanlage.
Auch sie besaßen aufgrund des Einsatzes auf steigungsreichen Strecken eine Gegendruckbremse nach le Cetalelier.